# Жуйков, Сергей Васильевич
Серге́й Васи́льевич Жу́йков (26 января 1954—1998) — начальник склада инженерных боеприпасов Уральского военного округа, подполковник. Герой Российской Федерации.

## Биография
Родился 26 января 1954 года в поселке Буланаш Артёмовского района Свердловской области. Русский.
Окончил среднюю школу №9.
В Советской Армии с 1971 года. В 1975 году окончил Тюменское высшее военно-инженерное командное училище имени маршала инженерных войск А. И. Прошлякова (ТВВИКУ). Службу проходил в должностях командира взвода, командира роты, начальника отдела хранения склада инженерных боеприпасов, начальника инженерной службы мотострелкового полка.
С 1992 года — начальник окружного склада инженерных боеприпасов Уральского военного округа в районе посёлка Лосиный Свердловской области. 17 июня 1998 года на этом складе во время грозы в результате электрического разряда шаровой молнии одновременно в нескольких местах возник пожар на технической территории склада. От огня загорелись штабеля с инженерными боеприпасами, которые хранились на открытых площадках. Возникла угроза взрыва.
Командир части подполковник Жуйков вызвал к месту возгорания нештатную пожарную команду, а сам с группой солдат со средствами пожаротушения убыл к месту пожара. Военнослужащие смогли потушить два горящих штабеля боеприпасов, но третий штабель горел ещё сильнее и угроза взрыва была реальной. Жуйков запретил солдатам приближаться к штабелю с боеприпасами, рассредоточил их вокруг обволовки со средствами пожаротушения с целью не допустить распространения пожара к соседним площадкам, а сам, рискуя жизнью, бросился к штабелю, чтобы попытаться сбить пламя. В это время раздался взрыв, в результате которого подполковник Жуйков и ещё несколько военнослужащих — погибли.

## Награды
- За проявленное мужество и героизм при выполнении воинского долга указом Президента РФ от 14 октября 1998 года подполковнику Жуйкову Сергею Васильевичу посмертно присвоено звание Героя Российской Федерации, с вручением медали «Золотая Звезда».
- Награждён медалями.

## Память
- На месте гибели подполковника Жуйкова С. В. и военнослужащих инженерных войск в 2008 году установлен памятник[3].
- Приказом ректора УГТУ-УПИ от 16.10.2003 года № 1127/04 военной кафедре инженерных войск ВУЗа было присвоено имя Героя России Жуйкова Сергея Васильевича[4].